# Marcela de Ulloa

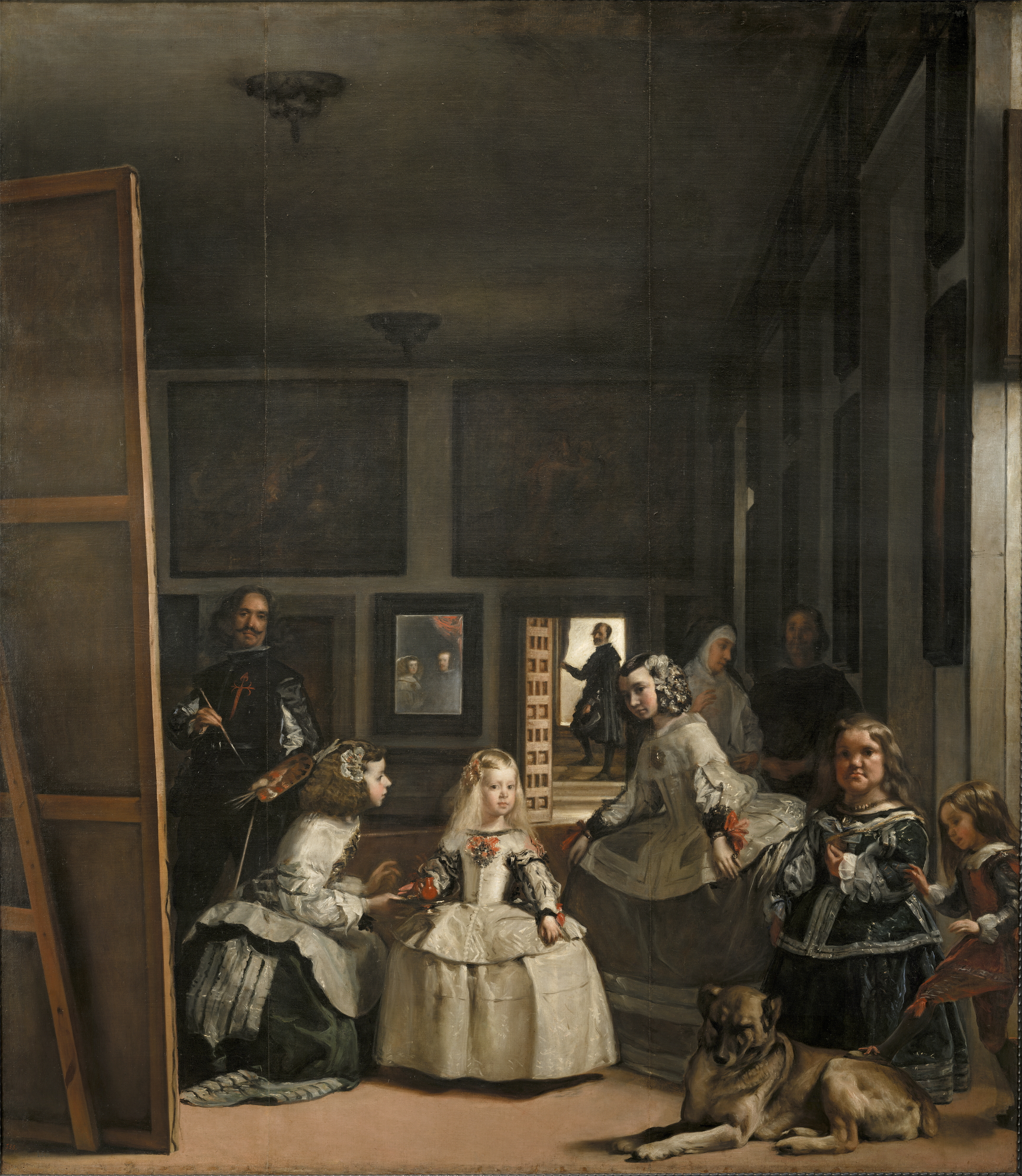
Las Meninas, de Velázquez. Marcela de Ulloa se sitúa en esta pintura a la derecha, al lado del mentor Diego Ruiz Azcona, con el que conversa animadamente. Justo delante se encuentran Isabel de Velasco y Mari Bárbola.

Marcela de Ulloa (nacida en Colmenar de Oreja, Madrid, en fecha desconocida, y muerta en Madrid, el 13 de enero de 1669).

## Biografía
Estuvo casada con Diego de Peralta Portocarrero, marqués de Almenara, con quien fue madre del famoso cardenal Luis Fernández de Portocarrero, personaje de gran relevancia durante el reinado de Carlos II. Al enviudar entró al servicio de la condesa de Olivares, y cuando esta cayó en desgracia, ingresó en el Palacio Real (22 de noviembre de 1643), donde llegó a ser camarera mayor y encargada del cuidado de la infanta Margarita Teresa de Austria, hija de Felipe IV y su segunda esposa Mariana de Austria.
En la restauración que se hizo entre 2001 y 2007 de la Iglesia de Santa María la Mayor de Colmenar de Oreja se encontró su sepultura en el subsuelo de la Capilla del Perdón, anteriormente del Amparo —antigua patrona de Colmenar de Oreja—.
En la pintura de Las meninas, Velázquez la retrató conversando con el mentor Diego Ruiz Azcona.
- Datos: Q11690831